# Tosse
Tosse is een gemeente in het Franse departement Landes (regio Nouvelle-Aquitaine). De plaats maakt deel uit van het arrondissement Dax. Tosse telde op 1 januari 2022 3.455 inwoners.

## Geografie
De oppervlakte van Tosse bedroeg op 1 januari 2022 17,94 vierkante kilometer; de bevolkingsdichtheid was toen 192,6 inwoners per km².

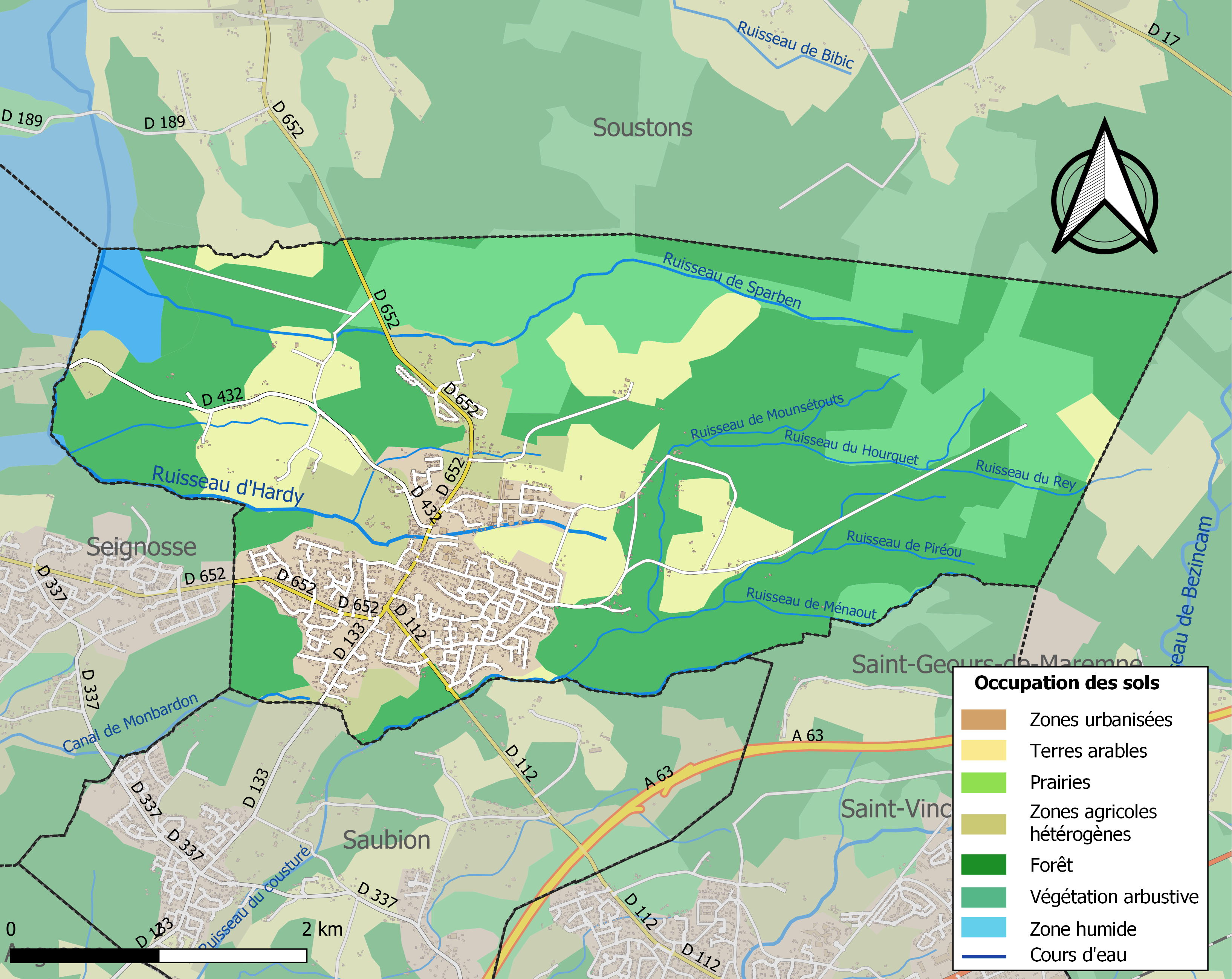
Kaart van de gemeente met de belangrijkste infrastructuur, bodemgebruik en omliggende gemeenten

## Demografie
Onderstaande figuur toont het verloop van het inwonertal (bron: INSEE-tellingen).